# Liste der Baudenkmale in Jamlitz
In der Liste der Baudenkmale in Jamlitz sind alle Baudenkmale der brandenburgischen Gemeinde Jamlitz und ihrer Ortsteile aufgelistet. Grundlage ist die Veröffentlichung der Landesdenkmalliste mit dem Stand vom 1. Januar 2025. Die Bodendenkmale sind in der Liste der Bodendenkmale in Jamlitz aufgeführt.

## Baudenkmale in den Ortsteilen
In den Spalten befinden sich folgende Informationen:
- ID-Nr.: Die Nummer wird vom Brandenburgischen Landesamt für Denkmalpflege vergeben. Ein Link hinter der Nummer führt zum Eintrag über das Denkmal in der Denkmaldatenbank. In dieser Spalte kann sich zusätzlich das Wort Wikidata befinden, der entsprechende Link führt zu Angaben zu diesem Denkmal bei Wikidata.
- Lage: die Adresse des Denkmales und die geographischen Koordinaten. Link zu einem Kartenansichtstool, um Koordinaten zu setzen. In der Kartenansicht sind Denkmale ohne Koordinaten mit einem roten beziehungsweise orangen Marker dargestellt und können in der Karte gesetzt werden. Denkmale ohne Bild sind mit einem blauen bzw. roten Marker gekennzeichnet, Denkmale mit Bild mit einem grünen beziehungsweise orangen Marker.
- Bezeichnung: Bezeichnung in den offiziellen Listen des Brandenburgischen Landesamtes für Denkmalpflege. Ein Link hinter der Bezeichnung führt zum Wikipedia-Artikel über das Denkmal.
- Beschreibung: die Beschreibung des Denkmales
- Bild: ein Bild des Denkmales und gegebenenfalls einen Link zu weiteren Fotos des Baudenkmals im Medienarchiv Wikimedia Commons

### Jamlitz (Jemjelnica)
| ID-Nr.            | Lage                    | Bezeichnung | Beschreibung | Bild           |
| ----------------- | ----------------------- | --- | --- | -------------- |
| 09140744          | (Lage)                  | Gedenkhain mit Kriegerdenkmal und drei Eingangspfeilern | | BW             |
| 09140375          | (Lage)                  | Grabstätte des Kunstmalers Dr. Walter Kühne, auf dem Friedhof | Die Grabstätte ist für den Maler Dr. Walter Kühne.                                                                                                | weitere Bilder |
| 09140528 Wikidata | Am Bahnhof (Lage)       | „Bahnhof Jamlitz“, bestehend aus Bahnhofsempfangsgebäude, Güterschuppen, Wirtschaftsgebäude, Wasserturm, zwei Wasser-kränen, der Rampe sowie dem erhaltenen Bahnsteig an den Gebäuden und den teilweise kopfsteingepflasterten Erschließungswegen | Der Bahnhof Jamlitz, früher auch Bahnhof Lieberose, lag an der Strecke von Cottbus nach Frankfurt (Oder). Die Bahnstrecke wurde 1998 stillgelegt. | weitere Bilder |
| 09140378          | Hauptstraße 5 (Lage)    | Fachwerkhaus | | Fachwerkhaus   |
| 09141382          | Neue Siedlung 11 (Lage) | Fachwerkhaus | | BW             |

### Leeskow
| ID-Nr.   | Lage              | Bezeichnung                      | Beschreibung | Bild                             |
| -------- | ----------------- | -------------------------------- | --- | -------------------------------- |
| 09140553 | Dorfstraße (Lage) | Dorfkirche                       | Die Kirche ist ein Backsteinbau aus dem Jahr 1901, die Kirche hat keinen Kirchturm, stattdessen ein turmartigen Aufbau mit offenem Glockenbogen am Westgiebel.          | weitere Bilder                   |
| 09140503 | (Lage)            | Epitaph nach 1700, an der Kirche | An der Südseite des Kirchenschiffs; Epitaph des Hermann Coch von Lundt, Erbherr auf Leeskow (1645–1694) und der Eva Dorottea Coch von Lundt geb. Griegerin (1652–1707). | Epitaph nach 1700, an der Kirche |